# Jonah Hex (film)
A Jonah Hex 2010-ben bemutatott amerikai westernfilm, ami a DC Comics azonos nevű karaktere alapján készült. A filmet Jimmy Hayward rendezte Mark Neveldine és Brian Taylor forgatókönyvéből, a történet pedig egy különleges képességgel rendelkező fejvadászról szól, aki megpróbálja levadászni családja gyilkosát. A címszerepet Josh Brolin játszotta, mellette a főbb szerepekben John Malkovich, Megan Fox, Michael Fassbender és Will Arnett voltak láthatók.
A film az Amerikai Egyesült Államokban a Warner Bros. forgalmazásában jelent meg 2010. június 18-án, Magyarországon moziforgalmazás helyett DVD-n jelent meg 2010. október 20-án, a kiadványt a ProVideo adta ki.

## Cselekmény
Jonah Hex egy konföderációs katona volt, aki megtagadta parancsnoka, Quentin Turnbull parancsát, mivel a férfi fel akart gyújtatni vele egy kórházat. A konfrontáció során Jonah megöli legjobb barátját és Turnbull fiát, Jebet, a parancsnok így később bosszút állva kivégzi Hex családját, a férfi arcát pedig eltorzítva. A halálán lévő férfit egy indián törzs menti meg, a rítus hatására azonban Hex képes lesz kommunikálni a halottakkal. Turnbull időközben megrendezi a halálát, a bosszúját így be nem teljesíthető Hex fejvadásznak áll.
1876-ban Turnbull emberei elrabolnak egy vonatot, ami egy Eli Whitney által tervezett kísérleti fegyverhez készült elemeket tartalmaz. Ulysses S. Grant elnök rájön, hogy Turnball össze akarja rakni a fegyvert és július negyedikén támadná meg vele az országot. Grant így felkeresi Jonah Hexet, hogy állítsa meg halottnak hitt ellenségét, cserébe elnöki kegyelmet ad neki. Hex megindul bosszút állni, melyben segítségére lesz a sötét múlttal rendelkező, fegyverforgató prostituált, Lilah Black is.

## Szereplők
| Színész                | Szerep             | Magyar hang         |
| ---------------------- | ------------------ | ------------------- |
| Josh Brolin            | Jonah Hex          | Kamarás Iván        |
| John Malkovich         | Quentin Turnbull   | Kulka János         |
| Megan Fox              | Lilah              | Zsigmond Tamara     |
| Michael Fassbender     | Burke              | Anger Zsolt         |
| Will Arnett            | Grass hadnagy      | Welker Gábor        |
| John Gallagher, Jr.    | Evan hadnagy       |                     |
| Tom Wopat              | Slocum ezredes     | Jakab Csaba         |
| Michael Shannon        | Doc Cross Williams | Nagypál Gábor       |
| Wes Bentley            | Adleman Lusk       |                     |
| Julia Jones            | Cassie             |                     |
| Luke James Fleischmann | Travis             |                     |
| Rio Hackford           | Grayden Nash       | Hannus Zoltán       |
| Aidan Quinn            | Grant elnök        | Csankó Zoltán       |
| Seth Gabel             | Elnöki tanácsadó   | Elek Ferenc         |
| Matt Lasky             | Halott katona      | Kálloy Molnár Péter |
| Jeffrey Dean Morgan    | Jeb Turnbull       | Makranczi Zalán     |
| Lance Reddick          | Smith              | Király Attila       |

## Díjak és jelölések
A film negatív fogadtatását tetézve a Houstoni Filmkritikusok Szövetsége 2010-es díjátadójukon a Jonah Hexet nevezték meg az év legrosszabb filmjének. A produkció emellett két jelölést is szerzett a 31. Arany Málna-gálán, a legrosszabb női főszereplő (Megan Fox) és a legrosszabb filmes páros (Josh Brolin arca és Megan Fox kiejtése) kategóriákban.